# Панч и Джуди
Панч и Джуди — традиционный уличный кукольный театр, возникший первоначально в Италии в XVII веке, а затем, в конце того же века, появившийся и в Великобритании. Центральными персонажами театра являются Панч (Пульчинелла) и его жена Джуди. Спектакли этого театра представляют собой короткие сцены продолжительностью, как правило, не более трёх минут. В каждой из сцен, по жанру относящихся к буффонаде, принимают участие два персонажа — Панч и какой-либо другой, отличающийся от него по характеру. Действие построено таким образом, чтобы зрители могли присоединиться к просмотру представления или покинуть его после каждого эпизода, — это связано с уличным характером представления.
В подобных представлениях был практически всегда задействован один кукловод, скрытый от зрителей, управлявший двумя перчаточными куклами. В Великобритании этого кукловода называли «Профессор» или «Панчмен». Иногда у него был помощник (так называемый «боттлер», от англ. «бутылка»), занимавшийся сохранением внимания аудитории, привлечением новых зрителей (в том числе призывая их участвовать в представлении, давая подсказки героям), продажей билетов (обычно с помощью шляпы) и сбором денег (обычно с помощью бутылки, откуда и происходит его название), а также музыкальным и звуковым сопровождением представления.
Уличные представления с Панчем и Джуди были весьма распространены в Великобритании в викторианскую эпоху. В XIX веке этот вид театра стал также популярен и в США. В некоторых местностях англоязычных стран подобные представления, пусть и в значительно меньших масштабах, сохраняются до сих пор.

### Художественная составляющая
Во всех сценах Панч выступает главным героем и является зачинщиком всевозможных конфликтов. В сборнике «Театр кукол зарубежных стран», в котором в 1959 году была опубликована пьеса «Трагическая комедия или комическая трагедия о Панче и Джуди» говорится о следующем содержании сцен:
- Джуди просит супруга Панча присмотреть за ребенком, Панч, не зная, как успокоить орущего младенца, выкидывает его из окна, драка с вернувшейся супругой кончается ее убийством;
- К Панчу приходит посыльный и приносит приказ об аресте, Панч убивает в драке посыльного;
- Хорошенькую дочь посыльного Панч уверяет, что убил ее отца только из любви к ней. В конце сцены оба танцуют;
- Офицер пришел арестовать Панча за убийство жены и ребенка, Панч валит его с ног своей дубинкой;
- При встрече с чертом Панч сначала пугается, потом дерется, побеждает и в конце концов убивает черта.